# Netkávézó-menekült

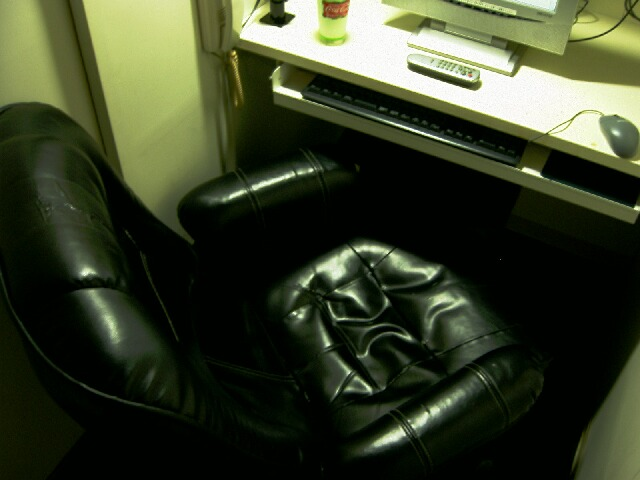
Fülke egy internetkávézóban

A netkávézó-menekültek (ネットカフェ難民 netto kafe nanmin) vagy kiberhajléktalanok (サイバーホームレス szaibá hómureszu) vagy netcafé-menekültek, a hajléktalanok egy csoportja Japánban, akiknek nincs saját lakása, sem albérletük (így állandó lakcímük sincs) és a 24 órán át nyitva tartó internetkávézókban vagy mangakávézókban alszanak. Bár ezek a kávézók eredetileg csak internet-hozzáférést biztosítottak, később néhány bővítette a szolgáltatások körét, ideértve az étel-, italfogyasztást és a zuhanyzás lehetőségét. Sokszor használják ezeket a helyeket az ingázók, akik lekésték az utolsó vonatot, azonban a netkávézó-menekült irányzata igen elterjedt, sok ember használja őket úgy, mintha az otthonuk lenne.

## Előfordulás
A japán kormányzat becslése szerint több mint 5400 ember legalább a hét felében netkávézóban alszik. Állítólag a növekvő vagyoni egyenlőtlenség ennek az oka, holott történelmük során büszkék voltak ennek alacsony voltára.

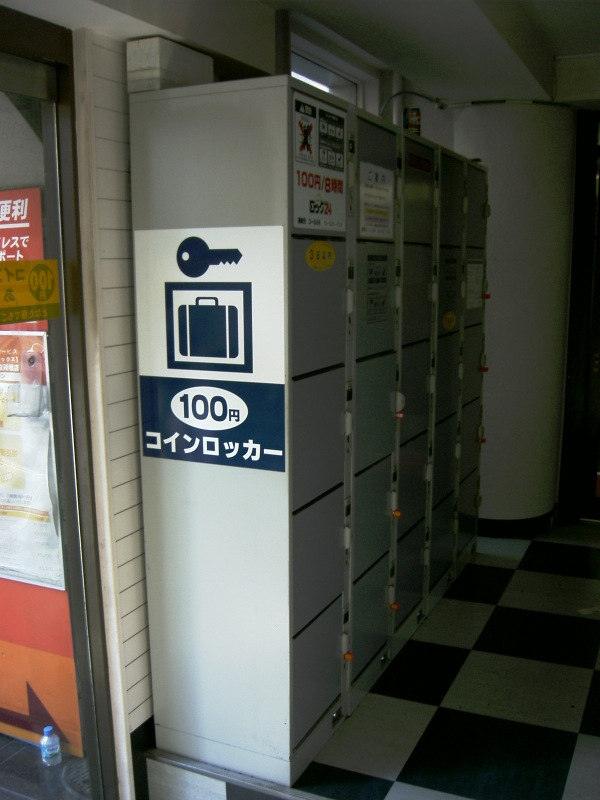
Érmés értékmegőrző, ami napi 100 jenbe kerül

## Közgazdaság
A japán kormány felmérése szerint, az itt tartózkodókat főként nem a mangák és az internet-hozzáférés érdekli, sokkal inkább a többi ideiglenes szálláshoz képest olcsóbb alvás lehetősége. Szintén ezen felmérések szerint az itt tartózkodók felének nincs állása, míg a csoport másik felének rosszul fizető részmunkaidős állása van, ami 100 000 jenes havi fizetést takar - ez kevesebb mint amennyi az albérlet és a közlekedési költségek fedezésére szükséges egy Tokióhoz hasonló városban.

## Szolgáltatások
Néhány internetkávézó biztosít ingyenes zuhanyzási lehetőséget, illetve árul fehérneműt és egyéb személyes tárgyakat, lehetővé téve, hogy az emberek hotel vagy hostel módjára használják a helyet.

## Kiberhajléktalan
Másik szó a netkávézó-menekültre a kiberhajléktalan, egy angol eredetű japán szó. Tipikusan ezek a kiberhajléktalanok munkanélküliek vagy alulfoglalkoztatottak, akik még a legolcsóbb albérletet sem engedhetik meg maguknak, ami többe kerülne, mint naponta bérelni egy internetes fülkét. A kiberhajléktalanok egyes esetekben az internetkávézó címét tüntetik fel az önéletrajzukban, ha el akarják rejteni az aktuális szállásformájukat.
Egy éjszaka 1400 és 2400 jen között van – ami tartalmazhat ingyenes üdítőfogyasztást, TV-t, képregényeket és internetelérést – ami kevesebb, mint a kapszulahoteleké. Néhány kIberhajléktalan freeter is lehet.

## Jelenség Japánon kívül
Dublinban és Írországban is vannak olyan internetkávézók, amelyek megengedik, hogy a hajléktalanok a székekben vagy az asztalon aludjanak, tipikusan 6-10 euróért.

## Fordítás
- Ez a szócikk részben vagy egészben  a   Net cafe refugee című angol Wikipédia-szócikk ezen változatának fordításán alapul.  Az eredeti cikk szerkesztőit annak laptörténete sorolja fel. Ez a jelzés csupán a megfogalmazás eredetét és a szerzői jogokat jelzi, nem szolgál a cikkben szereplő információk forrásmegjelöléseként.